# 动白蚁属
动白蚁属（学名：Zootermopsis）是原白蚁科的一个白蚁属。它们主要分布在北美西部从加拿大到墨西哥这一带 ，除了内华达动白蚁，它已在日本定居。 它们生活在腐烂潮湿的木头中，一般栖息在热带雨林的倒树或者死树上，它们的胃中有一种共生关系的原生动物和细菌，通过这些微生物，动白蚁就能分解木材的纤维素。动白蚁的生活和繁殖周期与其家族的其他成员相比相对正常。所有非士兵种姓都可以通过副齿的形状和位置来识别物种，这比以前基于士兵种姓较模糊的形态进行识别的方法更能确定物种。 

## 物种
该属有四个物种，其中一种已经灭绝。 ： 

###### 现生种
- 狭颈动白蚁 Zootermopsis angusticollis（英语：Zootermopsis angusticollis）
- Zootermopsis laticeps（英语：Zootermopsis laticeps）
- 内华达动白蚁 Zootermopsis nevadensis（英语：Zootermopsis nevadensis）
  - Zootermopsis nevadensis nevadensis
  - Zootermopsis nevadensis nuttingi

###### 灭绝种
- †Zootermopsis coloradensis